# آلفادریم
آلفادریم (انگلیسی: AlphaDream) شرکت بازی ویدئویی ژاپنی است، که در سال ۲۰۰۰ تأسیس شد.